# Anne-Marie Minvielle
 (mars 2010).
Si vous disposez d'ouvrages ou d'articles de référence ou si vous connaissez des sites web de qualité traitant du thème abordé ici, merci de compléter l'article en donnant les références utiles à sa vérifiabilité et en les liant à la section « Notes et références ».
Pour les articles homonymes, voir Minvielle.
Anne-Marie Yvonne Minvielle, née le 16 septembre 1943 dans le 16e arrondissement de Paris et morte le 3 janvier 2019 dans le 15e arrondissement de Paris,, est une journaliste française. 

## Biographie
Elle a participé dès ses 19 ans à l'exploration de la sierra de Guara (Espagne), avec la première descente féminine du rio Vero [Aragon] en 1965 (Caminar, 2005), ainsi qu'à d'autres expéditions spéléologiques dans les Pyrénées (Pierre Saint-Martin). Elle collabore à la réalisation de guides touristiques : guide de la France souterraine (Tchou), guide des parcs nationaux et régionaux (Denoël), Sierra de Guara (Nathan), guide Hatier, guides bleus Hachette (France et Italie), guide Gallimard (Saveurs gourmandes), guides du Routard (France, Espagne, Irlande), Italie, guide Hachette Alsace. 
Travaillant au ministère de la Culture (établissement public du Grand Louvre) en tant que chargée de mission et photographe, notamment pour les travaux de la Pyramide, au jardin des Tuileries puis aux Monuments nationaux, elle s'engage dans le métier de journaliste dès 1980. 

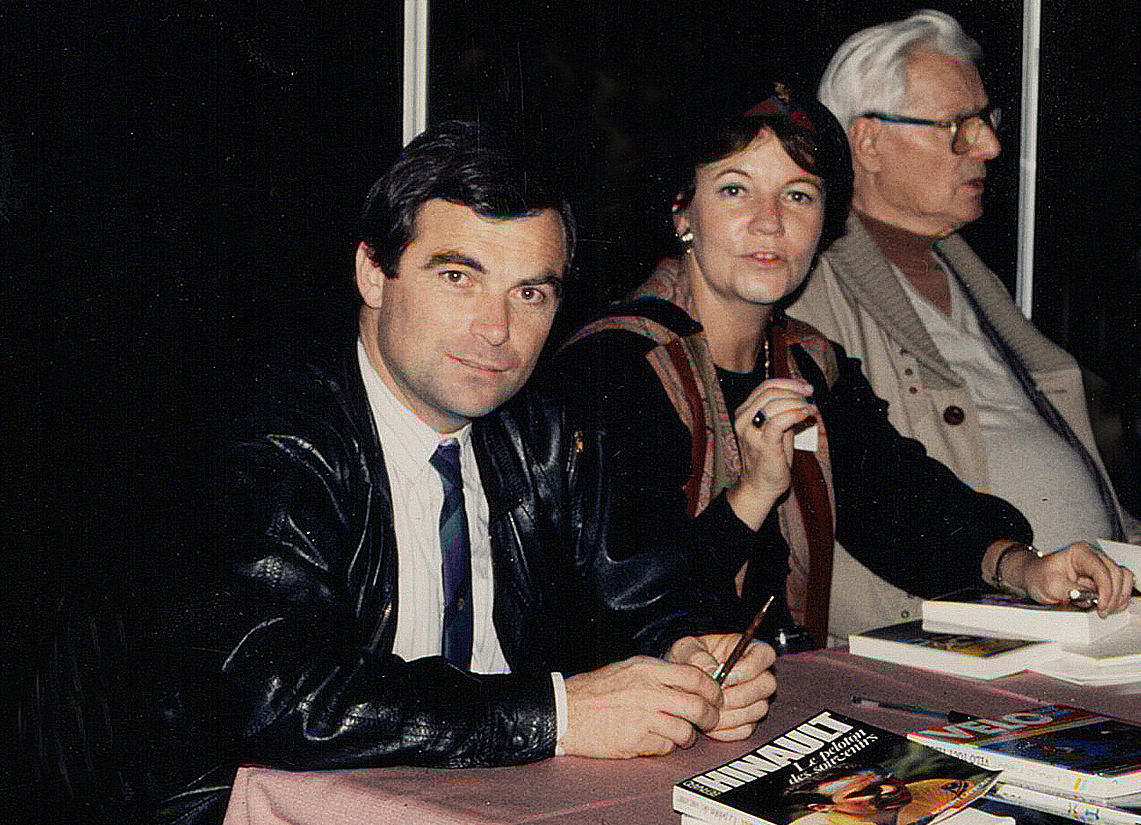
Anne-Marie Minvielle entre Bernard Hinault et Roger Frison-Roche, à la signature de son premier livre de randonnée pédestre, en 1993.

Elle réalise des reportages touristiques et des randonnées en France, Espagne, Irlande, Italie, Norvège, Suède, Grande-Bretagne, Croatie, Autriche, Chypre, Finlande et Russie. Rédactrice en chef de la revue Randonnée Magazine (1982-1992). Pigiste à Pyrénées-Magazine, Alpes-Magazine, Alpinisme et Randonnée, L’Ami des Jardins, Le Monde, (Terres de France, Compostelle), Géo-Magazine, Marche-Magazine, Détours en France.
Elle devient également reporter-photographe permanent, spécialisée sur le patrimoine français à Rustica, Famille chrétienne, La Gazette de l'Hôtel Drouot, Senior Planet, magazine du Routard.com, avec une documentation de plus de 15 000 photos numérisées.
Correspondante pour la Fédération française de la randonnée pédestre (FFRP), elle réalise les textes culturels et les photos des topoguides des Environs de Paris, Ceinture Verte, Hauts-de-Seine, Yvelines, Yonne, Seine-et-Marne, Pays basque, Béarn, Seine-Saint-Denis, Essonne, Val-de-Marne, Val-d’Oise, randonnées en Famille.
Membre des associations des journalistes et écrivains du tourisme (AFJET), des journalistes du Patrimoine (AJPAT), des journalistes du Jardin et de l'Horticulture (AJJH), et de l’Union des photographes créateurs (UPC). Membre du Comité de lecture de la FFRP, du Jury national et du Jury régional Île-de-France des Villes et Villages fleuris (CNVVF).
Malta Tourism Press international Award 2010 pour reportage sur le Routard.com

## Prix et récompenses
- 2011 : prix du reportage Internet décerné par la République de Malte pour le reportage Malte, un archipel en Méditerranée[3]
- 2011 : prix de l'Association Française des Journalistes et Écrivains du Tourisme 2011 pour son ouvrage 50 ans des Villes et Villages fleuris.[réf. nécessaire]